# 2726 Kotelnikov
Kotelnikov (asteróide 2726) é um asteróide da cintura principal, a 2,6571351 UA. Possui uma excentricidade de 0,0718069 e um período orbital de 1 769,13 dias (4,85 anos).
Kotelnikov tem uma velocidade orbital média de 17,60374658 km/s e uma inclinação de 1,56053º.
Este asteróide foi descoberto em 22 de Setembro de 1979 por Nikolai Chernykh.